# Xã Minerva, Quận Clearwater, Minnesota
Xã Minerva (tiếng Anh: Minerva Township) là một xã thuộc quận Clearwater, tiểu bang Minnesota, Hoa Kỳ. Năm 2010, dân số của xã này là 261 người.